# Radicalismo Aristocrático
Radicalismo Aristocrático é o nome dado as principais teorias e ideias políticas de Friedrich Nietzsche. Essas ideias são marcadas por valores profundamente anti-democráticos e anti-igualitários em defesa de uma classe dominante minoritária em detrimento a maioria. O termo foi cunhado por Georg Brandes em cartas a Nietzsche, no qual o filósofo reconheceu de bom grado, fomentando ser a alcunha que melhor define suas teorias e ideias.
Em personalidades clássicas é recorrente a característica da defesa de um regime aristocrático, como Platão, Sócrates, Aristóteles e Xenofontes. Espartanos também viam na aristocracia uma forma de organização ideal.

## Características
Nietzsche exaltava as sociedades aristocráticas e as elites militares, alegando que elas criam uma cultura de maior qualidade. Ele frequentemente ligava classes nobres com antigos conquistadores bárbaros. Seus pensamentos eram geralmente orientados para uma futura aristocracia, não tanto para a preservação da ordem monárquica existente, que ele via como esgotada. Ele viu a última expressão de valores nobres, francês do século XVII e XVIII, perdida após a queda de Napoleão. Muito de seus pensamentos sobre o assunto são assistemáticos e ele não deixou instruções específicas sobre como essa nova classe aristocrática deveria ser selecionada e elevada às posições dominantes na sociedade. No entanto, ele deixou bem claro que usava o termo "aristocracia" no sentido tradicional, significando nascimento nobre e hierarquia hereditária, principal diferença do conceito de aristocracia estruturada por Platão, no qual afirma que o nascimento de um indivíduo numa classe, não deveria definir sua posição social; Nietzsche ridicularizou a ideia de "aristocracia do espírito" popular entre os intelectuais como uma subversão democrática.

### Críticas a democracia
Nietzsche ao longo de suas obras teceu fortes críticas a democracia e o igualitarismo, se agravando ainda mais em sua obra Para Além do Bem e do Mal, no qual afirma que o movimento democrático é herdeiro do cristianismo:
"Assim, por imperativo e ajuda de uma religião que se mostrou complacente com os desejos do rebanho, chegamos a encontrar a moral até nas instituições políticas e sociais; de tal modo que cada vez é mais evidente que para esta moral o movimento democrático é o herdeiro do movimento cristão. Eis aqui a extravagância da piedade para com Deus. E assim, todos de acordo em seus desassossegos a respeito da piedade universal e sua fé no rebanho coletivo. isto é, neles mesmos"
"Nós que temos uma fé diferente, nós, para quem o movimento democrático representa não apenas uma forma de decadência da organização política, mas também uma forma de decadência, isto é, uma diminuição do homem, uma mediocrização, um abaixamento do seu valor, para qual ponto deveríamos dirigir nossa esperança?"  Para Além do Bem e do Mal, § 203.

### Críticas ao socialismo, a igualdade e ao movimento operário
A atitude negativa em relação ao socialismo e ao movimento proletário foi um dos temas mais consistentes na filosofia de Nietzsche. Ele escreveu negativamente sobre o socialismo já em 1862  e suas críticas ao socialismo costumam ser mais duras do que as de outras doutrinas. Ele criticou a revolução francesa e ficou profundamente perturbado com a Comuna de Paris, que ele viu como uma insurreição destrutiva das classes que ele julgava baixas vulgares que o fez se sentir "aniquilado por vários dias". Em seus últimos escritos, ele elogiou especialmente os autores franceses contemporâneos, pensadores cujas obras expressaram uma resposta fortemente negativa à Comuna e sua herança política. Ao contrário da classe trabalhadora urbana, Nietzsche elogiou o campesinato como um exemplo de saúde e nobreza natural. Além da oposição apenas abstrata e cultural, ele regularmente escreveu contra políticas sociais específicas do Império Alemão que visavam melhorar a posição e o bem- estar dos trabalhadores. Ele era particularmente contra a educação democrática e universal , chamando-a de "barbárie" e "um prelúdio para o comunismo" porque inutilmente desperta as massas que "nasceram para servir e obedecer".
Ele chamou o socialismo de "a tirania dos mais mesquinhos e burros"  e afirmou que atrai pessoas inferiores que são motivadas pelo ressentimento. Muitas de suas críticas estão ligadas à sua visão do cristianismo; ele chamou o socialismo de "resíduo do cristianismo e de Rousseau no mundo descristianizado". Ele descreveu Rousseau como "tarântula moral", suas ideias como "idiotices e meias-verdades" que nasceram do autodesprezo e da vaidade inflamada, afirmou que guardava rancor contra as classes dominantes e moralizando ele tentou culpá-los por sua própria miséria. Ele o nomeou junto com Savonarola, Robespierre e Saint-Simon como fanáticos, "intelectos doentes" que influenciam as massas e se opõem aos espíritos fortes.  Ele também chamou Eugen Dühring de "apóstolo da vingança", "fanfarrão moral" e suas ideias de "jargão moralista indecente e revoltante". Ele via a comunidade socialista igualitária e pacífica como essencialmente antagônica à vida;
Um sistema jurídico concebido como soberano e universal, não como um meio na luta dos complexos de poder, mas como um meio contra todas as lutas em geral, algo na linha do clichê comunista de Dühring em que cada vontade deve ser considerada igual a cada vontade, isso seria um princípio hostil à vida, um destruidor e dissolvente dos seres humanos, uma tentativa de assassinato do futuro dos seres humanos, um sinal de esgotamento, um caminho secreto para o nada.
Nietzsche acreditava que, se os objetivos socialistas fossem alcançados, a sociedade seria nivelada e as condições para indivíduos superiores e cultura superior desapareceriam.
A "igualdade", um certo processo definido de uniformização de todos, que só encontra sua expressão na teoria da igualdade de direitos, está essencialmente ligada a uma cultura decadente: o abismo entre homem e homem, classe e classe, multiplicidade de tipos, a vontade de ser si mesmo e de se distinguir – isso, de fato, que chamo de pathos da distância é próprio de todas as épocas fortes.

### Raça, classe e eugenia
Nietzsche usou o termo raça em dois significados diferentes, para grupos étnicos e classes sociais.

Ele acreditava que raça e classe são idênticas no sentido de que as nações são compostas de diferentes raças e que as classes superiores são geralmente de natureza superior às inferiores. Ele era fascinado pelo sistema restritivo de castas da Índia e pelas Leis de Manu, que ele via como uma promoção da eugenia: 
Estes decretos são bastante instrutivos: neles temos a humanidade ariana, totalmente pura, totalmente originária. Aprendemos que o conceito de "sangue puro" é o oposto de um conceito inofensivo, Por outro lado, fica claro em que povo perpetuou-se o ódio, o ódio da tschandala contra esta "humanidade". Em que povo o ódio se transformou em religião, em gênio... Sob este ponto de vista, os evangelhos são documentos de primeira linha; mais ainda o livro de Henoch. - O cristianismo, que surge da raiz judia e só é compreensível como uma planta deste solo, representa o movimento de oposição à toda moral da criação, da raça, do privilégio: ele é a religião antiariana par excellence. O cristianismo, a transvaloração de todos os valores arianos, a vitória dos valores do tschandala, o evangelho pregado aos pobres e aos humildes, a insurreição conjunta de todas as camadas mais baixas, dos miseráveis, dos fracassados, deserdados contra a "raça". - A vingança imortal do chandala como religião do amor...
Tais ideias sobre aristocracia e raça foram especialmente popularizadas no século XIX por Arthur de Gobineau. Não está claro se Nietzsche foi diretamente influenciado por Gobineau, mas ele provavelmente estava ciente de seu trabalho por causa de inúmeras semelhanças e porque Richard Wagner era um admirador que escreveu um ensaio introdutório sobre seu trabalho. Trechos de Gobineau foram frequentemente publicados no jornal wagneriano Bayreuther Blätter, que Nietzsche lia.
Apesar de sua oposição ao darwinismo, ele estava muito interessado nas obras de Francis Galton , embora tivesse apenas conhecimento parcial de suas obras, uma vez que não foram traduzidas.  Como Nietzsche, Galton também elogiou os gregos antigos, alegando que seus costumes, parcialmente inconscientemente, promoviam resultados eugênicos e controle populacional.  Nietzsche admirava o poeta de Mégara, Teógnis , que se opôs aos casamentos entre a aristocracia e as pessoas comuns.  Ele propôs inúmeras políticas eugênicas, como exames médicos antes do casamento, desencorajamento do celibato entre indivíduos bem-sucedidos e saudáveis, incentivos fiscais e também castração de criminosos e doentes mentais.  Juntamente com sua oposição ao darwinismo, ele também discordou do darwinismo social, especialmente das ideias de progresso de Herbert Spencer , mas as opiniões de Nietzsche sobre políticas de bem-estar, conflito social e desigualdade não são muito diferentes daquelas geralmente defendidas pelos darwinistas sociais.  Ele não compartilhava do otimismo evolutivo dos darwinistas, acreditando que as tendências atuais na sociedade européia apontavam para a degeneração das espécies e não para a sobrevivência do mais apto. Algumas de suas opiniões foram influenciadas pelas obras de Charles Féré e Théodule-Armand Ribot.

Um dos temas que Nietzsche frequentemente utilizava para explicar os fenômenos sociais era a mistura das raças. Ele acreditava que as pessoas mestiças eram geralmente inferiores por causa dos instintos conflitantes e incompatíveis que existiam nelas e defendia a purificação racial. Ele usou Sócrates como um exemplo negativo de miscigenação, embora ele afirmasse que ocasionalmente também pode criar indivíduos enérgicos como Alcibíades e César. Ele culpou a mistura de raças na decadência da sociedade e da cultura européia, mas também creditou a ela a criação de homens elevados:
O homem das épocas de decomposição tem em si uma herança de ascendência híbrida, um fardo de instintos e normas ambivalentes e, amiúde, mais que contraditórios em luta constante. Este homem de civilizações tardias e de aspirações intelectuais esfarrapadas é freqüentemente um ser débil. Conforme uma medicina e mentalidade lenitivas — epicúreas ou cristãs, por exemplo, a felicidade lhe parecerá sobretudo como a felicidade de desfrutar o repouso, a paz, saciedade de sentir-se reconciliado consigo mesmo. Porém se o conflito e a guerra são para seres mais fortes um encanto e um estimulo a mais, então nascem esses homens prodigiosos, incompreensíveis e insondáveis, esses homens enigmáticos predestinados a vencer e seduzir, cujos mais belos exemplos são Alcibíades e César (a acrescentaria de bom grado o nome de Frederico II de Hohenstaufen, este primeiro europeu segundo minha opinião e entre os artistas, talvez, Leonardo da Vinci). Fazem sua aparição precisamente nas épocas em que o tipo oposto. o débil. toma o primeiro plano com seu desejo de repouso; os dois tipos se completam e são originados pelas mesmas causas.
Ele também usou o termo raça no sentido étnico e, nesse sentido, apoiou a ideia de misturar raças específicas que considerava de alta qualidade (por exemplo, ele propôs que os alemães deveriam se misturar com os eslavos). Apesar da reverência ocasional pelas antigas conquistas germânicas e sua identificação da classe alta com o tipo louro e dolicocéfalo,  as ideias de Nietzsche não têm muito em comum com o Nordicismo. Ele ocasionalmente também elogiava culturas não europeias, como mouros, incas e astecas, alegando que eram superiores a seus conquistadores europeus. Em The Dawn of Dayele também propôs a imigração em massa de chineses para a Europa, alegando que eles trariam "modos de vida e pensamento, que seriam considerados muito adequados para formigas industriais" e ajudariam a "imbuir esta Europa inquieta e inquieta com um pouco de sua calma e contemplação asiática, e - o que talvez seja o mais necessário de tudo - sua estabilidade asiática".